# 中華民國憲法增修條文序言
中華民國憲法增修條文序言是對中華民國憲法增修條文的設立目的、增設根據及權由進行介紹的一段非常簡短的弁言。全文僅為一句話，和中華民國憲法序言一共構成了現今規範台灣社會制度的憲法性文件之基本。

## 原文


## 外部鏈接
- 中華民國憲法增修條文 總統府 （页面存档备份，存于）